# Ring (平井堅の曲)
「Ring」（リング）は、平井堅通算17枚目のシングル。2002年11月7日発売。発売元はDefSTAR RECORDS（ソニー・ミュージックエンタテインメント系列）。

## 解説
オリコンヒットチャートで第1位を獲得（2002年11月18日付）。前作「大きな古時計」から2作続けての1位獲得となった。なお、平井自身が作詞・作曲をした作品としては、初の1位獲得となる。
表題曲「Ring」は、日本テレビ系テレビドラマ『サイコドクター』のエンディングテーマに起用された。同じ芸能事務所に所属する、同ドラマ主演の竹野内豊については「事務所が同じだけど逢ったことがない」とラジオで語っていた。
ミュージック・ビデオに平井本人は一切出演していないが、ストーリー性のある内容が評価されて音楽専門チャンネルスペースシャワーTVのイベント「スペースシャワー ミュージックビデオアワード '03」でBEST MALE VIDEO賞を受賞した。
「Ring」のタイトルの由来は、日本テレビ系『速報!歌の大辞テン』にコメント出演した際、「ホラー映画の『リング』のような怖い意味ではなくて、自分のコンプレックスを指輪（=リング）に例え、いつか自分の一部になって乗り越えられるという意味である」という旨の発言をした。なお、「Ring」はコンサートの演奏ミュージシャン達にも人気が高いらしく、演奏曲目決定後に公表されるセットリストの中にこの曲があると喜ばれるという。
後に、「リリース当時は精神状態があまりよろしくなかった」懐述し、「自分もサイコドクターに診てもらいたい」と発言をした事もある。
累計出荷枚数は41万枚。

## 収録曲
| #  | タイトル                         | 作詞           | 作曲             | 編曲                     | 時間 |
| -- | -------------------------------- | -------------- | ---------------- | ------------------------ | ---- |
| 1. | 「Ring」                         | 平井堅         | 平井堅           | 冨田恵一                 | 5:17 |
| 2. | 「somebody's girl」              | 藤林聖子       | URU              | URU                      | 4:47 |
| 3. | 「Strawberry Sex 〜Sweet Mix〜」 | 多田琢、平井堅 | 中野雅仁、平井堅 | Stephane K（リミックス） | 6:31 |
| 4. | 「Ring」(less vocal)             |                |                  |                          | 5:17 |

## 関連作品
- Ring
  - LIFE is...
  - Ken Hirai 10th Anniversary Complete Single Collection '95-'05 歌バカ
- somebody's girl
  - LIFE is...
- Strawberry Sex ‐Sweet Mix‐
  - アルバム未収録
- Strawberry Sex（Original Version）
  - LIFE is...
  - Ken Hirai 10th Anniversary Complete Single Collection '95-'05 歌バカ